# Телемя
Телемя́ — белый сыр с кремовой текстурой, изготовленный из коровьего, овечьего или козьего молока, который производится в Румынии. Является разновидностью брынзы. Сыр может иметь разное содержание воды, что делает его либо полумягким, либо сливочным. Имеет приятный, слегка сладковатый, кислый и соленый вкус, который становится ярче выраженным, когда сыр созревает. Его используют в качестве столового сыра для закусок, салатов, различных блюд (например, омлетов, блинов, пирогов). Для производства телеми сычужную вытяжку добавляют в молоко. Чаще всего используется коровье и овечье молоко, реже козье или буйволовое. Полученный в результате творог помещается в марлю под пресс, а затем разрезается на квадратные куски. Затем сыр выдерживается в рассоле несколько недель.

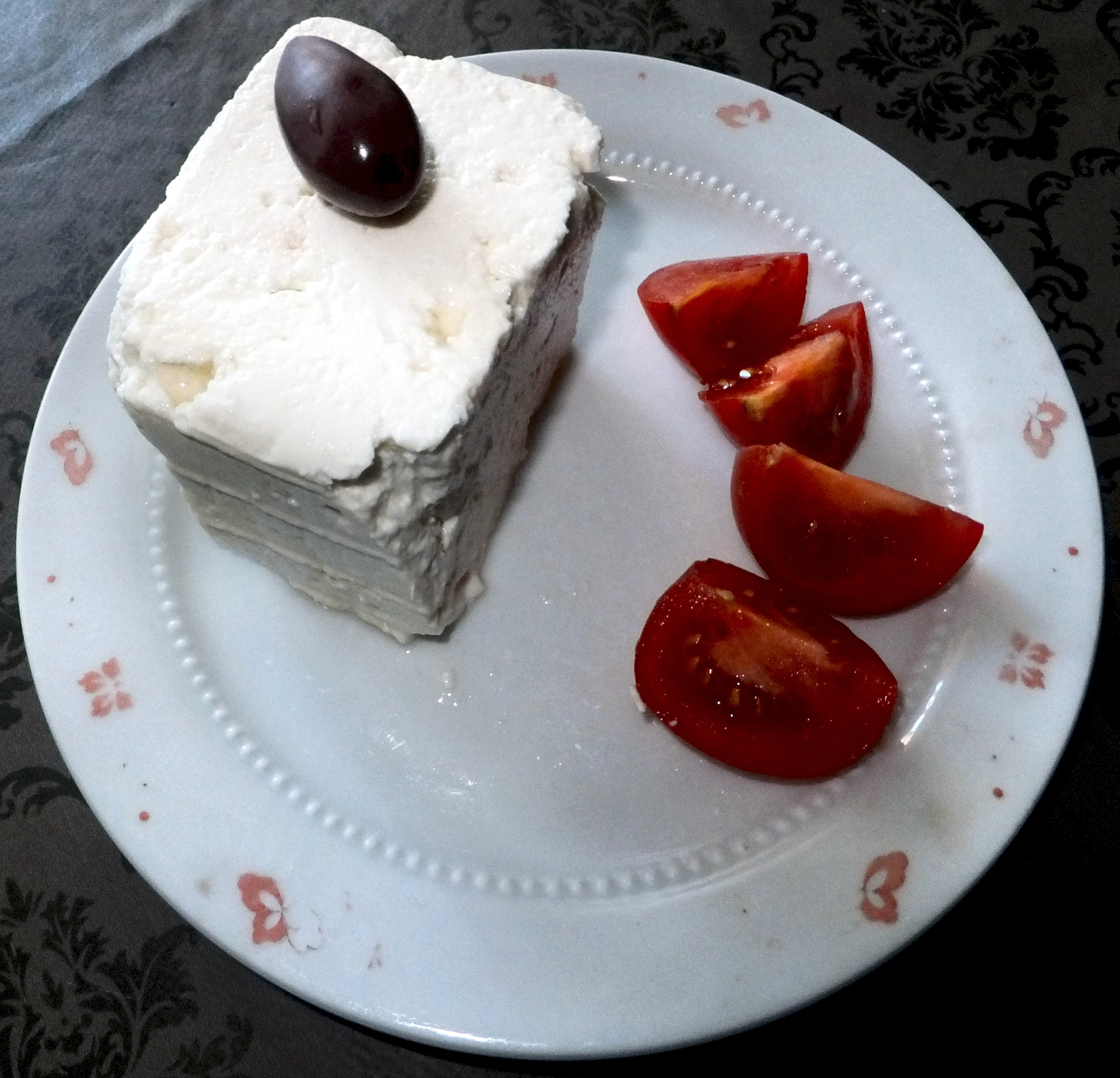
Телемеа с томатами

Телемя имеет PDO (Защищённое наименование  места происхождения) продукта из Румынии.